# Máel Sechlainn Mac Giolla Phádraig
Máel Sechlainn Mac Giolla Phádraig ( Mac Gilla Pátraic) (mort en 1193/1194) est le dernier souverain du Nord Osraighe.

## Contexte
Máel Sechlainn  serait le fils  de son prédécesseur Domnall Mac Giolla Phádraig lorsqu'il succède à ce dernier en 1185 sur le Tuaisceat Osraighe (Nord Osraige).
Il est également parfois présenté comme le fils  cadet de Donnchad mac Gilla Pátraic Mac Giolla Phádraig 
En tout état de cause il n'est déjà plus que le vassal d'Isabelle de Clare puis de son époux  Guillaume le Maréchal. À partir de  1192 les anglo-normands  édifient le Château de Kilkenny et la même année il est déchu de ses droits sur ses domaines familiaux. Il meurt en 1193 selon les Annales de Loch Cé ou en 1194 selon les Annales des quatre maîtres 

## Sources
- (en) William Carrigan The History and Antiquities of the Diocese of Ossory
- (en) [ https://www.dib.ie/biography/mac-gilla-patraic-macgillapatrick-Mael-sechlainn-a5216       Dictionary of Irish History : article d'Emmett O'Byrne Mac Gilla Pátraic (MacGillapatrick), Mael-Sechlainn]